# Abdullah Omar (Fußballspieler)
Abdullah Omar Ismail (arabisch عبدالله عمر اسماعيل; * 1. Januar 1987 in N’Djamena) ist ein im Tschad geborener ehemaliger bahrainischer Fußballspieler.

## Karriere
Omar begann seiner Karriere beim Muharraq Club und stieg zur Saison 2006/07 von der U19 in deren erste Mannschaft auf. Nach drei Meistertiteln und zwei Pokalsiegen ging er in die Schweiz, wo er bei Neuchâtel Xamax über zwei Spielzeiten zur Mannschaft gehörte und einige Einsätze ablieferte. Sein Debüt für Neuchâtel gab er am 12. Juli 2009 am ersten Spieltag gegen den AC Bellinzona.
Zur Spielrunde 2011/12 kehrte er nach Bahrain zurück, wo er für den Malkiya Club auflief. Nach nur einem halben Jahr wechselte er aber erneut ins Ausland; diesmal nach Saudi-Arabien, wo er im Kader von al-Ittihad stand. Nach dem Ende der Spielzeit, in der er nur vier Einsätze hatte, verließ Omar den Klub und wechselte nach Katar. In der Hauptstadt lief er ab der Saison 2012/13 bei al-Ahli auf und stieg mit diesen in die erste Liga auf.
Zur Spielzeit 2014/15 kehrte er noch einmal zu Muharraq zurück und wurde Meister mit dem Klub. Für die Spielrunde 2015/16 wechselte Omar noch einmal in die zweite Liga von Saudi-Arabien zu al-Ettifaq, blieb dort jedoch nur kurz und kehrte wieder zu seinem Jugendklub zurück, wo er nach einem weiteren Meistertitel frühestens im Anschluss an die Saison 2017/18 seine Spielerkarriere beendete. Andere Quellen besagen, dass er noch bis zur Saison 2019/20 aktiv war.

### In der Nationalmannschaft
Seine ersten bekannten Spiele für die bahrainische A-Nationalmannschaft bestritt Omar beim Golfpokal 2007, wo er im 1:1-Gruppenspiel gegen den Irak in der Startelf stand. Am Ende gelang ihm mit seinem Team der Einzug ins Halbfinale, wo man jedoch dem Oman unterlag. Nach weiteren Freundschaftsspielen gehörte er zum Kader bei der Asienmeisterschaft 2007 und wurde bei der 1:2-Gruppenspielniederlage gegen Indonesien eingesetzt. Später folgten weitere Qualifikationsspiele für die WM 2010. Sein erstes Länderspieltor erzielte er am 20. August 2008 in einem Freundschaftsspiel gegen Burkina Faso.
In seinem nächsten Turnier, dem Golfpokal 2009, bekam Omar nur in einem Gruppenspiel Einsatzzeit. Nachdem er mit seinem Team in der WM-Qualifikation in den asiatischen Playoffs an Saudi-Arabien gescheitert war, kam er in der Qualifikation für die Asienmeisterschaft 2011 zum Einsatz, welche am Ende erfolgreich verlief. In der Endrunde kam er in allen drei Gruppenspielen Bahrains zum Einsatz. Ende 2011 begann Omar mit seinem Team die Qualifikation für die WM 2014. Bei den Panarabischen Spielen 2011 triumphierte er mit seiner Mannschaft im Finale über Jordanien. Im nächsten Sommer war er beim Arabischen Nationenpokal 2012 dabei, wo er mit seiner Mannschaft aber nicht gut abschnitt.
Nach weiteren Freundschaftsspielen folgten Anfang 2013 der Golfpokal 2013 sowie später Qualifikationsspiele für die Asienmeisterschaft 2015. Danach hatte er über zwei Jahre keine weiteren Einsätze, erst zur Endrunde der Asienmeisterschaft 2015 war er wieder dabei und kam in allen Spielen zum Einsatz. Bei den Qualifikationsspielen für die Weltmeisterschaft 2018 absolvierte er am 29. März 2016 bei einer 0:1-Niederlage gegen Usbekistan seine letzte Partie in der Nationalmannschaft.